# Ciclotrón

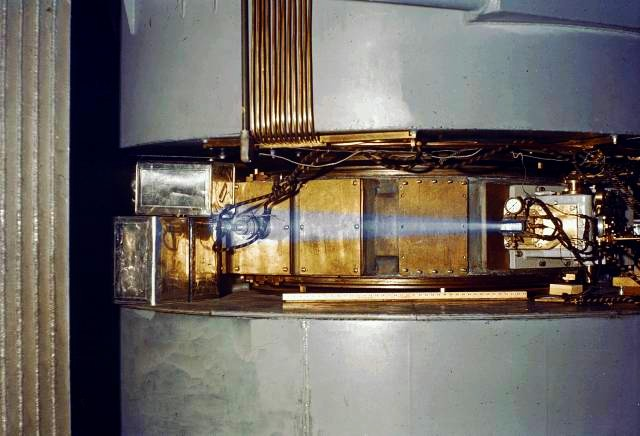
Ciclotrón de 152 cm, datado en 1939.

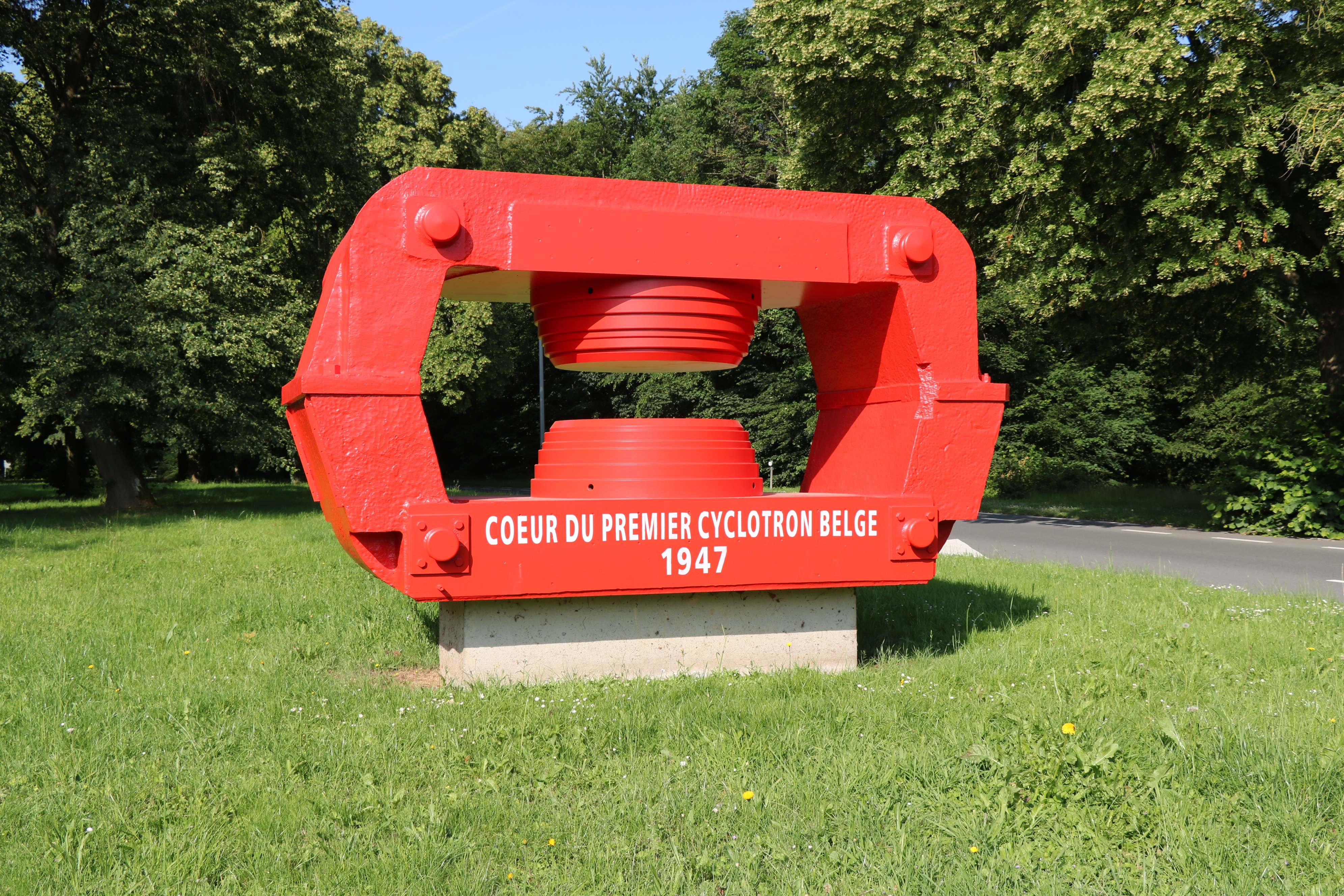
Núcleo del primer ciclotrón belga (1947).

Un ciclotrón es un tipo de acelerador de partículas. El método directo de acelerar iones utilizando la diferencia de potencial presentaba grandes dificultades experimentales asociadas a los campos eléctricos intensos. El ciclotrón evita estas dificultades por medio de la aceleración múltiple de los iones hasta alcanzar elevadas velocidades sin el empleo de altos voltajes.
La mayoría de los actuales aceleradores de partículas de alta energía descienden del primer ciclotrón de protones de 1 MeV construido por Ernest Lawrence y M. Stanley Livingston en Berkeley(California, EE. UU.). El artículo original publicado en la revista Physical Review, volumen 40, del 1 de abril de 1932, titulado «Producción de iones ligeros de alta velocidad sin el empleo de grandes voltajes», describe este original invento. El primer ciclotrón en Sudamérica fue construido por el ingeniero argentino Mario Báncora, quien fue discípulo de Lawrence en Berkeley.

## Descripción

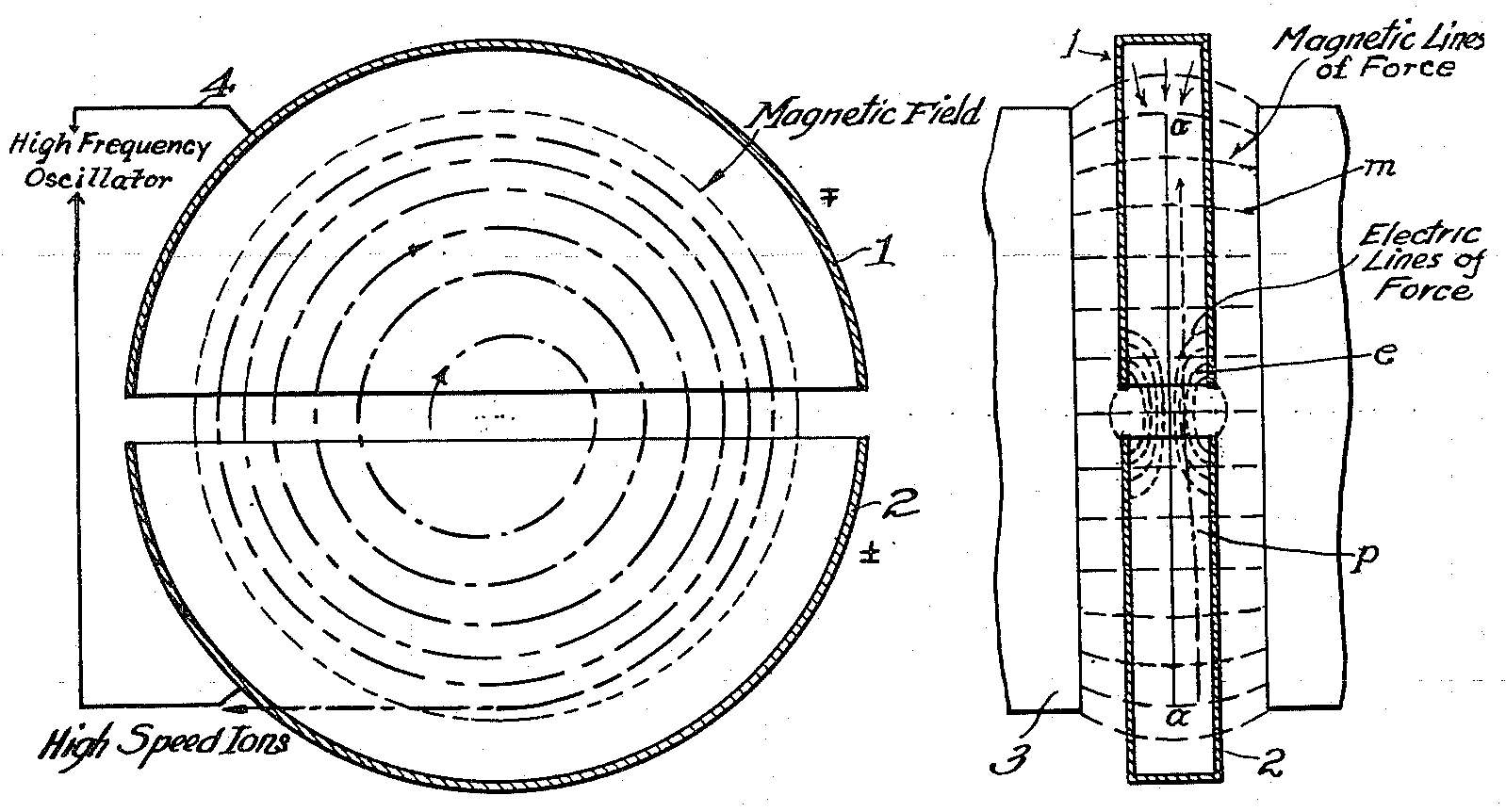
Plano de la patente original de 1934.

El ciclotrón consta de dos placas semicirculares huecas, que se montan con sus bordes diametrales adyacentes dentro de un campo magnético uniforme que es normal al plano de las placas y se hace el vacío. A dichas placas se les aplican oscilaciones de alta frecuencia que producen un campo eléctrico oscilante en la región diametral entre ambas. Como consecuencia, durante un semiciclo el campo eléctrico acelera los iones, formados en la región diametral, hacia el interior de uno de los electrodos, llamados Ds, donde se les obliga a recorrer una trayectoria circular mediante un campo magnético y finalmente aparecerán de nuevo en la región intermedia.
 
El campo magnético se ajusta de modo que el tiempo que se necesita para recorrer la trayectoria semicircular dentro del electrodo sea igual al semiperiodo de las oscilaciones. En consecuencia, cuando los iones vuelven a la región intermedia, el campo eléctrico habrá invertido su dirección y los iones recibirán entonces un segundo aumento de la velocidad al pasar al interior de la otra 'D'. 
Como los radios de las trayectorias son proporcionales a las velocidades de los iones, el tiempo que se necesita para el recorrido de una trayectoria semicircular es independiente de sus velocidades. Por consiguiente, si los iones emplean exactamente medio ciclo en una primera semicircunferencia, se comportarán de modo análogo en todas las sucesivas y, por tanto, se moverán en espiral y en resonancia con el campo oscilante hasta que alcancen la periferia del aparato.
Su energía cinética final será tantas veces mayor que la que corresponde al voltaje aplicado a los electrodos multiplicado por el número de veces que el ion ha pasado por la región intermedia entre las 'Ds'.

## Movimiento circular uniforme
Una partícula con carga eléctrica realiza un movimiento circular uniforme describiendo una trayectoria de media circunferencia. La fuerza sobre la partícula viene dada por la siguiente expresión, que conforma la parte de fuerza magnética de la fuerza de Lorentz:

{\displaystyle \mathbf {F_{mag.}} =q\cdot (\mathbf {v} \times \mathbf {B} )}

donde {\displaystyle q} es la carga, {\displaystyle {\boldsymbol {v}}} es el vector velocidad, y {\displaystyle {\boldsymbol {B}}} el vector campo magnético. El módulo de la fuerza, es por tanto, aplicando las propiedades del producto vectorial:

{\displaystyle |\mathbf {F_{mag.}} |=q\cdot |\mathbf {v} |\cdot |\mathbf {B} |\cdot \operatorname {sen} \theta }

Además, como se trata de un movimiento circular uniforme, la fuerza magnética actuará como fuerza centrípeta; y aplicando la segunda ley de Newton, obtenemos por tanto la igualdad {\displaystyle q\cdot v\cdot B\cdot \operatorname {sen} \theta =m{\frac {v^{2}}{r}}} de la que podremos averiguar el radio de la media circunferencia, despejando {\displaystyle r} de la ecuación:

{\displaystyle r={\frac {mv}{qB\operatorname {sen} \theta }}}

El tiempo que tarda en hacer dicho recorrido es independiente del radio mencionado.

## Aceleración del ion
El ion es acelerado por el campo eléctrico existente entre las D's. Incrementa su energía cinética en una cantidad igual al producto de su carga por la diferencia de potencial existente entre las D's.
Cuando el ion completa una semicircunferencia en el tiempo constante P1/2, se invierte la polaridad por lo que el ion es nuevamente acelerado por el campo existente en la región intermedia. El ion de nuevo, incrementa su energía cinética en una cantidad igual al producto de su carga por la diferencia de potencial existente entre las D's.
La energía final del ion es nqV, siendo n el número de veces que el ion pasa por la región entre las D's.

## Frecuencia de resonancia del ciclotrón
Podemos calcular el semiperiodo, teniendo en cuenta que el tiempo que le lleva a un ion describir una semicircunferencia es el mismo e independiente de su radio.
A partir del dato de la intensidad del campo magnético (B), la cantidad de carga (q) y la velocidad (V), podemos obtener el valor de ω:
El radio de Larmor está definido por:

{\displaystyle r={\frac {mV}{qB}}\,\!}

Además, en un movimiento circular se sabe que:

{\displaystyle w={\frac {V}{r}}\,\!}

Por lo tanto:

{\displaystyle w={\frac {qB}{m}}\,\!}

Se tiene un sistema que guarda cierta analogía con las oscilaciones forzadas de una partícula unida a un muelle elástico. La partícula (ion) en el campo magnético tiene un periodo (o frecuencia) natural que hemos calculado anteriormente. La fuerza oscilante está representada por el potencial alterno. Cuando la frecuencia (o periodo) del potencial alterno coincida con la frecuencia (o periodo) de la partícula que describe las órbitas semicirculares, se produce el fenómeno de la resonancia. La partícula va ganando continuamente energía que suministra el potencial alterno. Cuando no coinciden, el ion va ganando energía al principio pero llega un momento en que la pierde y acaba parándose en la región intermedia entre las D's.